# كارلوس تورنت
كارلوس تورنت (بالإسبانية: Carlos Torrent)‏ مواليد 29 أغسطس 1974 في ساريا دي تير، إسبانيا، هو دراج إسباني. شارك في دورة الألعاب الأولمبية الصيفية وفاز بميدالية أولمبية.

## الميداليات
| الميدالية | المسابقة                       |
| --------- | ------------------------------ |
| برونزية   | الألعاب الأولمبية الصيفية 2004 |

## روابط خارجية
- كارلوس تورنت على موقع الاتحاد الدولي للدراجات (الإنجليزية)
- كارلوس تورنت على موقع أرشيف الدراجات (الإنجليزية)
- كارلوس تورنت على موقع نسبة الدراجات (الإنجليزية)
- كارلوس تورنت على موقع اللجنة الأولمبية الدولية (الإنجليزية)
- كارلوس تورنت على موقع أوليمبيديا (الإنجليزية)
- كارلوس تورنت على موقع اللجنة الأولمبية الإسبانية (الإسبانية)